# パンカム・ヴィパワン
パンカム・ヴィパワン（ラーオ語: ພັນຄໍາ ວິພາວັນ / Phankham Viphavanh, 1951年4月14日 - ）は、ラオスの政治家。博士。国家副主席を経て、第8代ラオス首相を歴任した。党政治局序列2位。

## 経歴
パンカムは1951年、ラオス北部のフアパン県サムヌア郡カング村に生まれた。
2011年から2015年には副首相、教育スポーツ省大臣を務めた。
2016年1月の第10回党大会にて党内序列5位、党中央政治局、書記局常任に選出。同年3月の第8期第1回国会にて国家副主席に選出された。
2021年1月の第11回党大会にて、党内序列2位、党中央政治局に選出され、2021年3月第9期第1回国会にて首相に選出された。
2022年12月30日、国民議会で首相辞任の申し出が承認された。自身の健康問題を理由に挙げたが、経済危機などの責任を取った形。
2019年日ラオス関係強化の功績で旭日大綬章を受章している。

## 政見・政策
2021年4月8-9日に行われた第1回閣議にて、国民のために「有言実行」、「勤勉」、「正直」、「節制節制」、「我慢」を行う政権とすると表明した。

### 外交
2021年4月7日、菅義偉内閣総理大臣と電話会談。「日ラオス戦略的パートナーシップの前進に向けた行動計画」の発表を確認。